# コミックスコラ
『コミックスコラ』は、かつて株式会社スコラが発行していた日本の青年向け漫画雑誌。1993年4月から1994年4月まで発行された。毎月第1・第3火曜日発売。連載作品はスコラSCとして単行本化された。グラビア系情報誌『スコラ』の姉妹誌ということもあり、セクシー系グラビアにも力を入れた。創刊号の目玉は山崎亜美のヌードグラビアだった。
なお、1985年8月から1986年4月まで隔月ペースで発行された同名の雑誌『コミックスコラ』（スコラ・講談社）が存在する。

## 主な連載作家
- 山野一『どぶさらい劇場』
- おおつぼマキ『戦争に行こうよ!』
- 遊人
- やまだないと『ヤング・アンド・ティアーズ』
- 本そういち
- 谷村ひとし
- 中野きゆ美
- 古沢優
- 中村光信
- 木下刑事
- 中山冒険王
- 井上三太『隣人13号』（1993年- ）
- 小池桂一『ラザロ・フランコの午前4時』
- おおひなたごう『この素晴らしき世界』
- くさのあきひろ『new H!パラダイス』
- かどたひろし『月丸 ワイルドムーン』